# Cristian David Guzmán
Cristian David Guzmán Castillo (Bogotá, Colombia; 27 de junio de 1992) es un futbolista colombiano. Juega de delantero y actualmente se encuentra en el Valledupar FC.

## Clubes
| Club          | País     | Año             |
| ------------- | -------- | --------------- |
| Bogotá F. C.  | Colombia | 2011 - 2012     |
| Expreso Rojo  | Colombia | 2013            |
| Valledupar FC | Colombia | 2014 - Presente |